# Can't Go Home
Can't Go Home è un singolo del DJ statunitense Steve Aoki e del DJ tedesco Felix Jaehn, pubblicato il 25 marzo 2016 dalla Ultra Music.

## Descrizione
Registrato durante il mese di febbraio 2016, il brano ha visto la partecipazione vocale del cantante statunitense Adam Lambert ed è stato presentato da Aoki attraverso un'intervista concessa alla rivista statunitense People:

## Tracce
Download digitale (Beatport)
1. Can't Go Home – 4:21

Download digitale
1. Can't Go Home (Radio Edit) – 3:03

## Classifiche
| Classifica (2016)              | Posizione massima |
| ------------------------------ | ----------------- |
| Stati Uniti (dance/electronic) | 35                |